# Municipio de Oronoko
El municipio de Oronoko (en inglés: Oronoko Township) es un municipio ubicado en el condado de Berrien en el estado estadounidense de Míchigan. En el año 2010 tenía una población de 9193 habitantes y una densidad poblacional de 106,75 personas por km².

## Geografía
El municipio de Oronoko se encuentra ubicado en las coordenadas 41°56′43″N 86°24′25″O / 41.94528, -86.40694. Según la Oficina del Censo de los Estados Unidos, el municipio tiene una superficie total de 86.12 km², de la cual 83.73 km² corresponden a tierra firme y (2.77%) 2.39 km² es agua.

## Demografía
Según el censo de 2010, había 9193 personas residiendo en el municipio de Oronoko. La densidad de población era de 106,75 hab./km². De los 9193 habitantes, el municipio de Oronoko estaba compuesto por el 63.4% blancos, el 18.51% eran afroamericanos, el 0.49% eran amerindios, el 8.02% eran asiáticos, el 0.8% eran isleños del Pacífico, el 4.35% eran de otras razas y el 4.43% pertenecían a dos o más razas. Del total de la población el 11.51% eran hispanos o latinos de cualquier raza.